# رابین ویلیامز
رابین مک‌لورین ویلیامز (انگلیسی: Robin McLaurin Williams؛ ۲۱ ژوئیهٔ ۱۹۵۱ – ۱۱ اوت ۲۰۱۴) بازیگر و کمدین آمریکایی بود. او بابت مهارت‌های بداهه‌پردازی و ایفای نقش طیف گسترده‌ای از شخصیت‌ها در آثار درام و کمدی شهرت داشت. از او به‌عنوان یکی از بزرگ‌ترین کمدین‌های تمام ادوار یاد شده است. انترتینمنت ویکلی در سال ۱۹۹۷ او را «بامزه‌ترین مرد زندهٔ جهان» معرفی کرد.
ویلیامز در اواسط دههٔ ۱۹۷۰ اجرای استندآپ کمدی را در سانفرانسیسکو و لس آنجلس آغاز کرد و با بازی در سیت‌کام مورک و میندی (۱۹۷۸–۱۹۸۲) به شهرت رسید. نقش اول او در کمدی پاپای (۱۹۸۰) بود و سپس در فیلم‌های تحسین‌شدهٔ مسکو روی هادسن (۱۹۸۴)، بیداری‌ها (۱۹۹۰)، پچ آدامز (۱۹۹۸)، عکس یک‌ساعته (۲۰۰۲) و بهترین بابای دنیا (۲۰۰۹) ایفای نقش کرد. او همچنین در فیلم‌های پرفروش هوک (۱۹۹۱)، علاءالدین (۱۹۹۲)، خانم داوت‌فایر (۱۹۹۳)، جومانجی (۱۹۹۵)، قفس پرنده (۱۹۹۶) و مجموعهٔ شب در موزه (۲۰۰۶–۲۰۱۴) حضور داشته است.
ویلیامز برای نقش‌آفرینی‌اش در کمدی صبح بخیر، ویتنام (۱۹۸۷)، درام انجمن شاعران مرده (۱۹۸۹) و کمدی شاه ماهیگیر (۱۹۹۱) نامزد دریافت جایزهٔ اسکار بهترین بازیگر مرد شد. او برای بازی در نقش مکمل درام ویل هانتینگ نابغه (۱۹۹۷) جایزهٔ اسکار بهترین بازیگر نقش مکمل مرد را کسب کرد. در سال ۲۰۰۶ جایزهٔ گلدن گلوب سیسیل بی. دمیل به او اهدا شد.
ویلیامز در طول دوران کاری‌اش از مشکلات سوءمصرف مواد و مواردی از افسردگی شدید رنج می‌برد. پیکر مردهٔ او در اوت ۲۰۱۴ در ۶۳ سالگی در خانه‌اش در پرادایس کی، کالیفرنیا پیدا شد. دلیل مرگ او خودکشی اعلام شد. به گفته همسر بیوه‌اش، تشخیص داده شد که ویلیامز به بیماری پارکینسون مبتلاست، و همچنین افسردگی، اضطراب و پارانویای فزاینده‌ای را تجربه کرده بود. کالبدشکافی حاکی از «بیماری اجسام لویی مبهم» بود، و متخصصانِ زوال عقل اجسام لویی گفتند که علائمش با زوال عقل با اجسام لویی مطابقت دارد.

## مرگ
در تاریخ ۱۱ اوت ۲۰۱۴ جسد ویلیامز در خانه‌اش در منطقه غیرصنعتی تیبورون، کالیفرنیا، حوالی ساعت ۱۱:۵۵ صبح پیدا شد و مرگ او رسماً در ساعت ۱۲:۰۲ بعد از ظهر در سن ۶۳ سالگی تأیید شد.
پلیس کالیفرنیا تأیید کرد دلیل مرگ رابین ویلیامز، خودکشی بوده‌است. او خود را در ویلایی که همراه همسرش در آن زندگی می‌کرد، حلق‌آویز کرد. وی در چند سال اخیر از افسردگی شدید رنج می‌برد و خود به صراحت از مصرف کوکائین و الکل سخن می‌گفت. چند بار نیز برای ترک مواد مخدر تلاش کرده بود. با توجه به گفته‌های ناشر رابین ویلیامز نیز، او قبل از مرگ از افسردگی رنج می‌برده‌است، اگرچه این ناشر گزارش‌های مبنی بر خودکشی ویلیامز را قبول نکرده‌است. آزمایش پزشکی قانونی و تست سم‌شناسی برای ۱۲ اوت برنامه‌ریزی شده‌است. یک ماه پیش، ویلیامز خود را به مرکز درمان اعتیاد «هازلدن» در لیندستروم، مینه‌سوتا برای ادامه موارد اعتیاد به الکلش معرفی کرده بود. سوزان اشنایدر، همسر رابین ویلیامز گفت که او در زمان مرگ به پارکینسون مبتلا بود. سوزان اشنایدر گفت که بیماری پارکینسون همسرش در مراحل اولیه بود، ولی او هنوز آمادگی لازم را برای اعلام عمومی ابتلایش به این بیماری نداشت. مقام‌های ایالت کالیفرنیا می‌گویند در آزمایش‌هایی که در پی خودکشی رابین ویلیامز از جسد او به عمل آمد، نشانی از الکل یا مواد مخدر دیده نشده‌است.

### واکنش‌ها
باراک اوباما رئیس‌جمهور وقت ایالات متحده آمریکا در پیامی در توییتر، چنین ابراز تأسف کرد: «او ما را به خنده واداشت. به گریه واداشت. او توانست در نهایت همه عناصر روح انسان را به تأثر وادارد.» همسر ویلیامز، سوزان اشنایدر اظهار داشته‌است که: «من همسرم و بهترین دوستم را از دست داده‌ام. در حالی که دنیا یکی از محبوب‌ترین و زیباترین انسان‌هایش را از دست داد. من به کلی دل شکسته هستم.» مشاهیر به ادای احترام به ویلیامز پرداختند. از جمله همکار کمدینش استیو مارتین در توییتر خود نوشت: «نمی‌توانم حیرت‌زده تر از این شوم که رابین ویلیامز، استعداد بزرگ، همکار و روح واقعی از دست رفته‌است.»
بر پایه گزارش مجله پلاس وان در فوریه ۲۰۱۸ در ۴ سال بعد از مرگ رابین ویلیامز، میزان خودکشی به مقدار ۱۰ درصد بیشتر از پیش‌بینی‌های عادی افزایش پیدا کرده اما این موضوع کاملاً قابل اثبات نیست.